# Mount Borcik
Mount Borcik är ett berg i Antarktis. Det ligger i den centrala delen av kontinenten. Nya Zeeland gör anspråk på området. Toppen på Mount Borcik är 2 780 meter över havet, eller 950 meter över den omgivande terrängen. Bredden vid basen är 4,0 km.
Terrängen runt Mount Borcik är huvudsakligen kuperad, men åt sydväst är den platt. Trakten är obefolkad. Det finns inga samhällen i närheten.